# Дельгадо, Долорес
Доло́рес Дельга́до Гарси́я (исп. Dolores Delgado García; род. 9 ноября 1962, Мадрид) — испанский юрист. В 2018—2020 годах занимала должность министра юстиции Испании в правительстве Педро Санчеса и затем в 2020—2022 — генерального прокурора Испании.

## Биография
Долорес Дельгадо окончила юридический факультет Мадридского автономного университета, затем прошла курс магистра делового администрирования в Мадридской школе юридической практики и Университете Комплутенсе.
Долорес Дельгадо работала прокурором в Верховном суде Каталонии в 1989—1993 годах, с 1993 года — в Национальной судебной палате. Сотрудничала с Бальтасаром Гарсоном, является экспертом по вопросам джихадистского терроризма. Участвовала в работе над делом Адольфо Силинго. В июне 2018 года была назначена на должность министра юстиции Испании в правительстве Педро Санчеса.
В феврале 2020 года назначена на должность генерального прокурора Испании и заявила о своей отставке с должности по состоянию здоровья 19 июля 2022 года.